# Kiritu
Koordinaten: 58° 18′ N, 22° 45′ O
Kiritu (deutsch Kirritho) ist ein Dorf (estnisch küla) auf der größten estnischen Insel Saaremaa. Es gehört zur Landgemeinde Saaremaa (bis 2017: Landgemeinde Pihtla) im Kreis Saare.
Das Dorf wurde erstmals 1551 unter dem Namen Kirgew urkundlich erwähnt. Es hat heute 14 Einwohner (Stand 31. Dezember 2011).